# Lịch sử Anh
Quần đảo Anh trở thành nơi sinh sống vào hơn 800.000 năm trước, khi việc phát hiện ra các công cụ bằng đá và dấu chân tại Happisburgh ở Norfolk đã cho thấy. Bằng chứng sớm nhất cho sự có mặt của người hiện đại thời sơ khai có ở Tây Bắc Âu, xương hàm được phát hiện ở Devon tại Kents Cavern vào năm 1927, và được xác định niên kỷ vào năm 2011 vào khoảng 41.000 đến 44.000 năm trước đây. Nơi cư trú liên tục của con người ở Anh có từ khoảng 13.000 năm trước (xem Creswellian), vào cuối thời kỳ băng hà cuối cùng. Khu vực này có rất nhiều di tích từ thời đại đồ đá, thời đồ đá mới và đồ đồng, như Stonehenge và Avebury. Trong thời đại đồ sắt, toàn bộ nước Anh ở phía nam Firth of Forth, có người Celt cư trú, gọi là người Briton, bao gồm một số bộ lạc người Belgae (ví dụ Atrebates, Catuvellauni, Trinovantes, v.v.) ở phía đông nam. Vào năm 43 Công nguyên, cuộc chinh phạt Anh của người La Mã ở Anh đã bắt đầu; Người La Mã duy trì quyền kiểm soát tỉnh Britannia của họ cho đến đầu thế kỷ thứ 5.
Sự chấm dứt của sự cai trị của người La Mã ở Anh đã tạo điều kiện cho khu định cư Anglo-Saxon của Anh, mà các nhà sử học thường coi là nguồn gốc của nước Anh và của người Anh. Người Anglo-Saxon, một tổng hòa của nhiều dân tộc Đức, đã thành lập một số vương quốc trở thành các cường quốc chính ở Anh ngày nay và một phần của miền nam Scotland. Họ đã giới thiệu ngôn ngữ tiếng Anh cổ, phần lớn thay thế ngôn ngữ Briton trước đây. Người Anglo-Saxon đã chiến đấu với các quốc gia kế vị của Anh ở miền tây nước Anh và Hen Ogledd (miền Bắc cũ; vùng Brythonic ở phía bắc nước Anh), cũng như với nhau. Các cuộc tấn công của người Viking đã trở nên thường xuyên sau khoảng năm 800 và người Bắc Âu đã định cư ở phần lớn nơi hiện là nước Anh. Trong thời kỳ này, một số nhà cai trị đã cố gắng hợp nhất các vương quốc Anglo-Saxon khác nhau, nỗ lực này đã dẫn đến sự xuất hiện của Vương quốc Anh vào thế kỷ thứ 10.
Năm 1066, một đoàn thám hiểm Norman xâm chiếm và chinh phục nước Anh. Triều đại Norman được William the Conqueror thành lập đã cai trị nước Anh trong hơn nửa thế kỷ trước thời kỳ khủng hoảng kế vị được gọi là Anarchy (1135-1154). Sau thời kỳ vô chính phủ, nước Anh nằm dưới sự cai trị của nhà Plantagenet, một triều đại mà sau đó được thừa hưởng các quyền cai trị đối với Vương quốc Pháp. Trong thời gian này, Magna Carta đã được ký kết. Một cuộc khủng hoảng liên tiếp ở Pháp đã dẫn đến Chiến tranh Trăm năm (1337-1453), một loạt các cuộc xung đột liên quan đến các dân tộc của cả hai quốc gia. Sau các cuộc chiến Trăm năm, nước Anh bị lôi kéo vào các cuộc chiến liên tiếp. Cuộc chiến tranh Hoa hồng giữa hai nhánh của nhà Plantagenet với nhau, nhà York và nhà Lancaster. Lãnh đạo nhà Lancaster Henry Tudor kết thúc Chiến tranh Hoa hồng và thành lập triều đại Tudor vào năm 1485.
Dưới thời Tudors và triều đại Stuart sau này, Anh trở thành một cường quốc thực dân. Trong thời cai trị của Stuarts, Nội chiến Anh đã diễn ra giữa Nghị viện và Hoàng gia, dẫn đến việc xử tử vua Charles I (1649) và thành lập một loạt các chính phủ cộng hòa - đầu tiên, một nước cộng hòa Nghị viện được gọi là Khối thịnh vượng chung của Anh (1649-1653), sau đó là một chế độ độc tài quân sự dưới thời Oliver Cromwell được gọi là The Proctorate (1653-1659). Nhà Stuart trở lại ngai vàng được khôi phục vào năm 1660, mặc dù những câu hỏi liên quan đến tôn giáo và quyền lực đã dẫn đến sự hạ bệ của một vị vua Stuart khác, James II, trong cuộc Cách mạng Vinh quang (1688). Nước Anh sau đó đã chinh phục xứ Wales vào thế kỷ 16 dưới thời Henry VIII, và hợp nhất với Scotland vào năm 1707 để thành lập một quốc gia có chủ quyền mới gọi là Vương quốc Anh. Sau cuộc cách mạng công nghiệp, Vương quốc Anh cai trị một đế chế thực dân, lớn nhất trong lịch sử từng được ghi nhận. Sau một quá trình phi thực dân hóa trong thế kỷ 20, chủ yếu là do sự suy yếu sức mạnh của Vương quốc Anh trong hai cuộc Chiến tranh Thế giới, gần như tất cả các lãnh thổ hải ngoại của đế chế này đã trở thành các quốc gia độc lập. Tính đến  năm 2020, tác động văn hóa của Anh vẫn còn phổ biến và sâu sắc trong nhiều quốc gia này.